# ديابلو كودي
ديابلو كودي (بالإنجليزية: Diablo Cody)‏ كاتبة وصحفية أمريكية من مواليد 14 يونيو 1978 حاصلة على جائزة الأوسكار وجائزة بافتا عام 2007 لأفضل نص سينمائي عن فيلم جونو.

## مواقع خارجية
- ديابلو كودي على موقع IMDb (الإنجليزية)
- ديابلو كودي على موقع ألو سيني (الفرنسية)
- ديابلو كودي على موقع ميوزك برينز (الإنجليزية)
- ديابلو كودي على موقع أول موفي (الإنجليزية)
- ديابلو كودي على موقع بوكس أوفيس موجو (الإنجليزية)
- ديابلو كودي على موقع قاعدة بيانات الأفلام السويدية (السويدية)
- ديابلو كودي على موقع إن إن دي بي (الإنجليزية)
- ديابلو كودي على موقع قاعدة بيانات الفيلم (الإنجليزية)
- ديابلو كودي على موقع كينوبويسك (الروسية)

قالب:Diablo Cody